# Скрынников, Семён Емельянович
Семён Емельянович Скрынников (1898—1969) — советский государственный деятель. Член ЦРК в 1939—1941 годах. Депутат Верховного Совета РСФСР 1 созыва.

## Образование
В 1931 году окончил Академию снабжения.

## Биография
- 1914—1917 — упаковщик, Харьков.
- 1917—1918 — заведующий отделом Ахтырского потребсоюза.
- 1918 — заведующий отделом народного образования, Курская губерния.
- 1918—1919 — секретарь Новооскольского уездного комитета РКП(б).
- 1919—1920 — в РККА: инструктор политотдела 13-й Армии; инструктор политотдела, помощник начальника политотдела 3-й стрелковой дивизии 13-й Армии Южного фронта.
- 1920—1921 — заведующий Курским губернским отделом профтехобразования.
- 1921—1922 — секретарь Хмельницкого укома КП(б) Украины, Подольская губерния.
- 1922—1926 — член правления Курского облпотребсоюза.
- 1926—1929 — заместитель председателя, председатель правления Курского облпотребсоюза.
- 1929—1931 — слушатель академии снабжения.
- 1931—1937 — в аппарате ЦК ВКП(б): инструктор ЦК, помощник заведующего отделом кадров, заведующий сектором пищевой промышленности, заместитель заведующего промышленным отделом.
- 1937—1938 — заместитель наркома пищевой промышленности СССР.
- 1938—1939 — народный комиссар заготовок СССР.
- 1939—1941 — директор табачной фабрики «Дукат», Москва.
- 1941—1943 — директор табачной фабрики, Свердловская область.
- 1944—1949 — начальник Главтабаксырьё наркомата (министерства) пищевой промышленности.
- 1949—1956 — заместитель начальника Главтабак Министерства пищевой промышленности СССР.
- 1956—1957 — заместитель начальника Главного управления табачной и чайной промышленности Министерства промышленности продовольственных товаров РСФСР.

С июня 1957 года персональный пенсионер союзного значения.